# Języki zachodnioczadyjskie B
Języki zachodnioczadyjskie B – w klasyfikacji Paula Newmana z 1990 roku jest to podgałąź zachodniej gałęzi rodziny języków czadyjskich. Zalicza się do niej 29 języków, używanych w Nigerii. 
Paul Newman podzielił języki zachodnioczadyjskie „B” na następujące grupy językowe:
- Grupa bade – należą tu języki bade, duwaj, ngizim
- Grupa wardżi — podzielić ją można na dwie podgrupy:

1. języki: wardżi, diri, dżimbin, karija, mburku, mija, siri, tsagu
2. język pa'a

- Grupa saja – podzielić ją można na trzy podgrupy:

1. języki: saja, dass, gedżi, polczi, zeem
2. języki: guruntum, dżu
3. języki: boghom, laar, mangas